# Хесбах
Хесбах (њем. Hösbach) град је у њемачкој савезној држави Баварска. Једно је од 32 општинска средишта округа Ашафенбург. Према процјени из 2010. у граду је живјело 13.390 становника. Посједује регионалну шифру (AGS) 9671130.

## Географски и демографски подаци
Хесбах се налази у савезној држави Баварска у округу Ашафенбург. Град се налази на надморској висини од 144 метра. Површина општине износи 30,6 km². У самом граду је, према процјени из 2010. године, живјело 13.390 становника. Просјечна густина становништва износи 438 становника/km².